# Liste in Peru vorhandener Dampflokomotiven
Dies ist eine Liste erhaltener Dampflokomotiven auf dem Gebiet von Peru.
Für einen südamerikanischen Staat typisch wurden in Peru zahlreiche Spurweiten verwendet. Demgemäß weisen die vorhandenen Dampflokomotiven eine entsprechende Vielfalt auf.

## Normalspur
| Foto              | Nummer oder Name                                    | Bauart / Achsfolge | Hersteller               | Fabrik-nr. | Baujahr | Historie                                                                          | Eigentümer / Betreiber / Strecke | Standort                                     | Bemerkungen                                                      |
| ----------------- | --------------------------------------------------- | ------------------ | ------------------------ | ---------- | ------- | --------------------------------------------------------------------------------- | -------------------------------- | -------------------------------------------- | ---------------------------------------------------------------- |
| Werkfoto von 1936 | FCC 206                                             | 2-8-0              | Beyer Peacock & Co.      | 6830       | 1937    | Ursprünglich 46, später 206                                                       |                                  | San Bartolomé                                | War um das Jahr 2000 herum noch betriebsfähig und zog Sonderzüge |
|                   | FCS 252                                             | 2-8-0              | Beyer Peacock & Co.      | 7324       | 1950    | FCS 202, später 252                                                               |                                  | Juliaca                                      | [ 2 ] [ 3 ]                                                      |
|                   | FCC 22                                              | 0-4-0T             | Beyer Peacock & Co.      | 5184       | 1908    |                                                                                   |                                  | Lima, Parque de las Leyendas                 | [ 4 ]                                                            |
|                   | 2                                                   | 4-4-0              | Rogers                   |            | 1870    |                                                                                   |                                  | Puerto Eten                                  | Depot eines künftigen Eisenbahnmuseums                           |
|                   | 4                                                   | 0-4-2              | Rogers                   | 4414       | 1890    |                                                                                   |                                  | Puerto Eten                                  | Depot eines künftigen Eisenbahnmuseums                           |
|                   | 5                                                   | 0-4-2ST            | Rogers                   |            | 1891    |                                                                                   |                                  | Puerto Eten                                  | Depot eines künftigen Eisenbahnmuseums                           |
|                   | 7                                                   | 0-4-2ST            | Baldwin Locomotive Works |            | 1903    |                                                                                   |                                  | Puerto Eten                                  | Depot eines künftigen Eisenbahnmuseums                           |
|                   | 8                                                   | 4-4-0              | Baldwin Locomotive Works | 35189      | 1910    | Lambert/Rumary: F. C. Y Muelle de Gten, 8                                         |                                  | Puerto Eten                                  | Depot eines künftigen Eisenbahnmuseums                           |
|                   | 9                                                   | 0-4-2ST            | Baldwin Locomotive Works |            | 1913    |                                                                                   |                                  | Puerto Eten                                  | Depot eines künftigen Eisenbahnmuseums                           |
|                   | FC Tacna-Arica (FC del Sur) 93                      | 2-8-0              | Alco (Schenectady)       | 54536      | 1914    |                                                                                   |                                  | Tacna                                        | Eisenbahn-Nationalmuseum in Tacna                                |
|                   | FC Tacna-Arica (F C Ilo a Moquegua) 9 (1)           | 2-6-0              | Alco (Rogers)            | 44954      | 1908    |                                                                                   |                                  | Tacna                                        | Eisenbahn-Nationalmuseum in Tacna                                |
|                   | FC Tacna-Arica ?                                    | 2-4-0              | Baldwin Locomotive Works |            | 1908    | nach Lambert/Rumary möglicherweise Baldwin 32983/1908, F. C. de Ilo A Moquegua, 2 |                                  | Tacna                                        | Eisenbahn-Nationalmuseum in Tacna                                |
|                   | FC Tacna-Arica (FC Ilo a Moquegua) No. 2 (Moquegua) | 2-6-0              | Baldwin                  | 32983      | 1908    | Lambert/Rumary: F. C. de Ilo a Moquegua, 2                                        |                                  | Tacna                                        | Eisenbahn-Nationalmuseum in Tacna                                |
|                   | FC Tacna-Arica 3                                    | 4-4-0              | R & W Hawthorn           |            | 1871    |                                                                                   |                                  | Tacna                                        | Eisenbahn-Nationalmuseum in Tacna                                |
|                   | Haifa Harbour Works                                 | 0-6-0ST            | Hunslet Engine Co.       | 1643       | 1928    |                                                                                   |                                  | Arequipa                                     | [ 16 ]                                                           |
|                   | 6 'Venadito' (54 'Guainabi)                         | 2-2-0T             | Rogers                   | 1814       | 1870    |                                                                                   |                                  | Chiclayo, Parque Infanfil                    | [ 17 ]                                                           |
|                   | 2                                                   | 0-6-0ST+T          | Alco                     |            | 1914    |                                                                                   |                                  | Chiclin, Larco Herrera Hermanos              | [ 18 ]                                                           |
|                   | FCC 14                                              | 0-4-0T             | Beyer Peacock & Co.      | 5681       | 1913    |                                                                                   |                                  | Pascasmayo, Antigua Estacion del Ferrocarril | [ 19 ]                                                           |
|                   | FCC 20                                              | 0-4-0T             | Beyer Peacock & Co.      |            |         |                                                                                   |                                  | Pascasmayo, Antigua Estacion del Ferrocarril | [ 20 ]                                                           |
|                   | TKC 10                                              | 0-4-0T             | Thomas Green & Sons      | 358        | 1903    | Lima Railway                                                                      |                                  | Callao, Terminal Portuario del Callao        | Denkmallokomotive                                                |

## Normalspurige Dampftriebwagen (teilweise zu Dieselfahrzeugen konvertiert)
| Foto | Nummer oder Name                   | Bauart / Achsfolge | Hersteller | Fabrik-nr. | Baujahr | Historie | Eigentümer / Betreiber / Strecke | Standort | Bemerkungen                      |
| ---- | ---------------------------------- | ------------------ | ---------- | ---------- | ------- | -------- | -------------------------------- | -------- | -------------------------------- |
|      | FC Tacna-Arica Railcar No. 251 (2) |                    | Sentinel   | 8983       | 1934    |          |                                  | Tacna    | In schlechtem Zustand abgestellt |
|      | FC Tacna-Arica Railcar No. 252 (4) |                    | Sentinel   | 8985       | 1934    |          |                                  | Tacna    | In schlechtem Zustand abgestellt |
|      | FC Tacna-Arica Railcar No. 260 (5) |                    | Sentinel   | 8986       | 1934    |          |                                  | Tacna    | In schlechtem Zustand abgestellt |
|      | FC Tacna-Arica Railcar No. 257     |                    | Sentinel   | 92xx       | 1936    |          |                                  | Tacna    | Auf Dieselbetrieb konvertiert    |
|      | FC Tacna-Arica Railcar 261 (7)     |                    | Sentinel   | 92xx       | 1936    |          |                                  | Tacna    | Auf Dieselbetrieb konvertiert    |

## Schmalspur 1067 mm
| Foto | Nummer oder Name | Bauart / Achsfolge | Hersteller               | Fabrik-nr. | Baujahr | Historie                                              | Eigentümer / Betreiber / Strecke | Standort  | Bemerkungen |
| ---- | ---------------- | ------------------ | ------------------------ | ---------- | ------- | ----------------------------------------------------- | -------------------------------- | --------- | ----------- |
|      | 3                | 0-6-0ST+T          | Baldwin Locomotive Works | 43718      | 1916    | Lambert/Rumary: 3'6 / 0-6-0 / 7.1916/G. Amsinck & Co. |                                  | Paramonga | [ 27 ]      |

## Schmalspur 914 mm
| Foto | Nummer oder Name              | Bauart / Achsfolge | Hersteller               | Fabrik-nr. | Baujahr | Historie | Eigentümer / Betreiber / Strecke | Standort                      | Bemerkungen                                                |
| ---- | ----------------------------- | ------------------ | ------------------------ | ---------- | ------- | --- | -------------------------------- | ----------------------------- | ---------------------------------------------------------- |
|      | 102 / 5 Presidente Leguía     | 2-8-2              | Baldwin Locomotive Works | 59206      | 1926    | Lambert/Rumary: Ferro Carril Cuzco & Santa Ana [Peru], 5                                                                                 |                                  | Parque Reducto No. 2, Lima    | [ 28 ]                                                     |
|      | Santa RR 20                   | 2-8-0              | Baldwin Locomotive Works |            |         | In der Baldwin-Liste Lambert/Rumary nicht identifizierbar                                                                                | Chimbote Railway                 |                               | [ 29 ]                                                     |
|      | 1 'Mollendina'                | 0-4-0ST            | Baldwin Locomotive Works |            | 1871    | In der Baldwin-Liste Lambert/Rumary nicht identifizierbar                                                                                | Mollendo                         |                               | [ 30 ]                                                     |
|      | H&HRR 107                     | 2-8-0              | Hunslet Engine Co.       | 1795       | 1936    | Peruvian Corporation Nr. 22, später 39, 1948 verkauft an FC Huancayo-Huancavelica                                                        |                                  | Chilca Railway Station        | [ 32 ]                                                     |
|      | 112                           | 2-8-0              | Baldwin Locomotive Works | 54262      | 1921    | FC Huancayo-Ayacucho |                                  | Huancayo, Bahnhof             | [ 34 ]                                                     |
|      | 75                            | 2-8-0              | ALCO (Rogers)            | 41200      | 1905    | |                                  | Juliaca                       | [ 35 ]                                                     |
|      | Cuzco - Santa Ana Railway 123 | 1 D 1              | Henschel und Sohn        | 26444      | 1955    | Merte: Cuzco-Santa Ana [Peru] „123“ → Kinderspielplatz Cuzco [Peru] „123“ (10.2013 vh)                                                   |                                  | Cusco, Urpiña children’s park | [ 36 ]                                                     |
|      | FC Cerrode Pasco 78           | 2-8-0              | Beyer Peacock & Co.      | 7779       | 1957    | |                                  | La Oroya                      | [ 37 ]                                                     |
|      | FC de Casa Grande 1           | 0-4-0T             | Hanomag                  |            | 1921    | weder bei Merte noch bei Coombs identifizierbar. Möglicherweise Hanomag 8005/1919, 900 mm, geliefert „Gildemeister, Bremen, nach Malaga“ |                                  | Puerto Malabrigo              | [ 38 ]                                                     |
|      | Hacienda Chucarapi            | 0-4-0T             | Orenstein & Koppel       | 10701      | 1924    | Merte: Testamentaria Romana [Peru] / 19xx Hacienda Chucarapi bei Lima [Peru] / 201x Händler [UK] (2012 vh zum Verkauf)                   |                                  | Puerto Malabrigo              | Lokomotive befindet sich möglicherweise nicht mehr in Peru |

## Schmalspur 600 mm
| Foto | Nummer oder Name | Bauart / Achsfolge | Hersteller | Fabrik-nr. | Baujahr | Historie | Eigentümer / Betreiber / Strecke | Standort                   | Bemerkungen |
| ---- | ---------------- | ------------------ | ---------- | ---------- | ------- | -------- | -------------------------------- | -------------------------- | ----------- |
|      |                  | 0-4-0T             | Decauville | 413        | 1904    |          |                                  | Iquitos, Plaza de 28 Julio | [ 40 ]      |

## Schmalspur 500 mm
| Foto | Nummer oder Name | Bauart / Achsfolge | Hersteller        | Fabrik-nr. | Baujahr | Historie | Eigentümer / Betreiber / Strecke | Standort                                              | Bemerkungen   |
| ---- | ---------------- | ------------------ | ----------------- | ---------- | ------- | --- | -------------------------------- | ----------------------------------------------------- | ------------- |
|      |                  | B t                | O & K             | 11294      | 1926    | Merte: Gildemeister & Co., für Fernandini, Lima / 19xx Denkmal, Lima [Peru] / 19xx Parkeisenbahn, Santiago de Surco - Lima [Peru] (2002 btrf. vh)      |                                  | Parkeisenbahn, Armistad Park, Santiago de Surco, Lima | betriebsfähig |
|      |                  | B t                | O & K             | 10679      | 1923    | Merte: Gildemeister & Co., Valparaiso / 19xx Denkmal, Hotel Cesar, Miraflores [Peru]                                                                   |                                  | Hotel Cesar, Miraflores                               | [ 42 ]        |
|      |                  | B n2t              | Henschel und Sohn | 20252      | 1923    | Merte: Ferrostaal für Peru / 2002 Parkeisenbahn Parque Amistad, Santiago de Surco - Lima [Peru] „811 MICAELA“ (2002 in Aufarbeitung, 2003, 10.2013 iE) |                                  | Parkeisenbahn, Armistad Park, Santiago de Surco, Lima | betriebsfähig |

## Schmalspur / Spurweite unbekannt
| Foto | Nummer oder Name                   | Bauart / Achsfolge | Hersteller               | Fabrik-nr. | Baujahr | Historie                                                                             | Eigentümer / Betreiber / Strecke | Standort                               | Bemerkungen                                   |
| ---- | ---------------------------------- | ------------------ | ------------------------ | ---------- | ------- | ------------------------------------------------------------------------------------ | -------------------------------- | -------------------------------------- | --------------------------------------------- |
|      | Graham, Rowe & Co. / Hugh Llewelyn | C t                | O & K                    | 4623       | 1911    | Merte: Graham, Rowe & Co., Lima / 19xx ENAFER-Bf San Pedro, Cuzco, Peru (11.2007 vh) |                                  | Cuzco (San Pedro) / Estacion Wanchaq   | Spurweite 750 mm oder 914 mm - je nach Quelle |
|      | FC de Trujillo 2                   | 0-6-0T             | O & K                    |            |         |                                                                                      |                                  | Salaverry, Beach front                 | [ 45 ]                                        |
|      | Hda Cartavio 'Torio'               | 0-4-0ST+T          | Baldwin Locomotive Works |            | 1902    | In der Baldwin-Liste Lambert/Rumary nicht identifizierbar                            |                                  | Chiquitoy, Complejo Ex-Cooperativo     | [ 46 ]                                        |
|      | FCHH 1                             |                    |                          |            |         |                                                                                      |                                  | Huancavelica, Huancayo Railway Station | [ 47 ]                                        |
|      | 5                                  | 0-4-2ST+T          | Fowler                   | 10363      | 1905    |                                                                                      |                                  | Cayalti                                | Baudaten sind nach spekulativ                 |
|      | -                                  | 0-6-0ST            |                          |            |         |                                                                                      |                                  | Patapo, Cerro Patapo ruins             | [ 49 ]                                        |
|      | -                                  | 0-4-0T             | Couillet                 |            | 1890    |                                                                                      |                                  | Pomalca                                | [ 50 ]                                        |
|      | -                                  | 0-6-0ST            |                          |            |         |                                                                                      |                                  | Pucala, Empress Agroindustrial         | [ 51 ]                                        |
|      | 6                                  | 0-6-0ST+T          |                          |            |         |                                                                                      |                                  | Tuma, traffic circle route 6A          | [ 52 ]                                        |